# Lansing Hoskins Beach

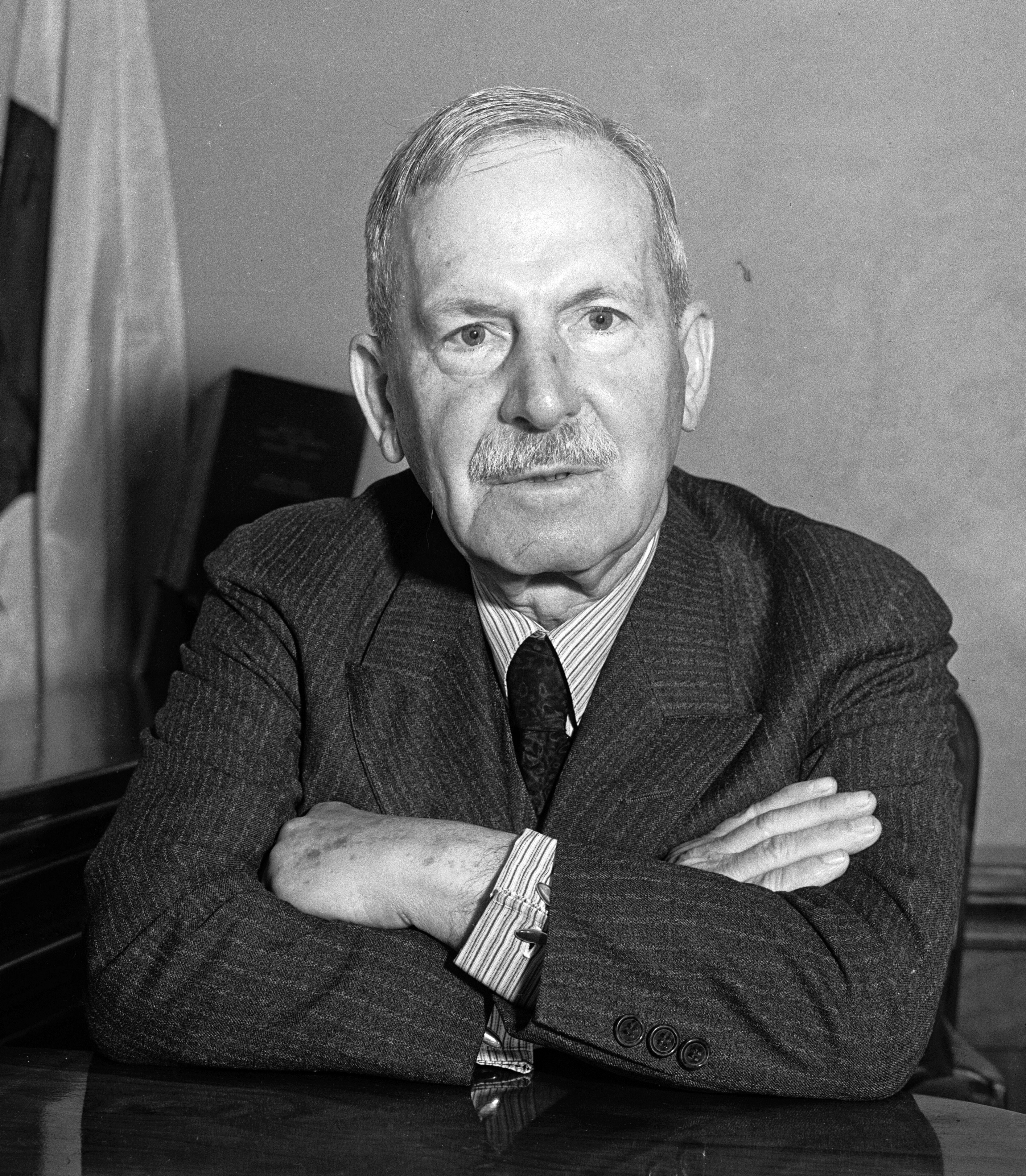
Lansing H. Beach (1935)

Lansing Hoskins Beach (* 18. Juni 1860 in  Dubuque, Dubuque County, Iowa; † 2. April 1945 in Pasadena, Los Angeles County, Kalifornien) war ein Generalmajor der United States Army. Er war unter anderem Kommandeur des United States Army Corps of Engineers (COE).

## Leben
Lansing Beach war ein Sohn von Myron Hawley Beach und dessen Frau Helen Mary Hoskins. In den Jahren 1878 bis 1882 durchlief er die United States Military Academy in West Point. Nach seiner Graduation wurde er als Leutnant den Pionieren (Engineers) zugeteilt. In der Armee durchlief er anschließend alle Offiziersränge vom Leutnant bis zum Zwei-Sterne-General.
In seinen jüngeren Jahren absolvierte er den für Offiziere in den niederen Rangstufen üblichen Dienst in verschiedenen Pioniereinheiten und Standorten in den Vereinigten Staaten. Als Pionier (Engineer) gehörten der Hochwasserschutz, der Ausbau von Hafenanlagen, deren militärische Verteidigungseinrichtungen, Flussregulierungen sowie der Bau von Schleusen und Stauwerken, Kanälen und Leuchttürmen zu seinem Aufgabenbereich.
Ende der 1880er Jahre arbeitete Beach an Plänen zur Erneuerung des Stau- und Schleusensystems am Muskingum River im Bundesstaat Ohio. Im Jahr 1894 wurde er in den Pionierbezirk der Bundeshauptstadt Washington versetzt. Von 1898 bis 1901 war er Leiter dieses Bezirks und war unter anderem für den Unterhalt der Bundesbauten und der dortigen Monumente zuständig. Anschließend leitete er von 1901 bis 1905 den Bezirk um Detroit, der sich bis Duluth in Minnesota erstreckte. Dabei war er unter anderem für die Instandhaltung und den Ausbau von Hafenanlagen verantwortlich.
Beachs nächste Versetzung führte ihn in den Süden des Bundesstaates Louisiana, wo er in den Jahren 1908 bis 1912 den Pionierbezirk entlang der Golfküste kommandierte. Hier stand neben der Kontrolle der Hafenanlagen auch der Hochwasserschutz im Hinblick auf Hurrikans im Vordergrund seiner Tätigkeiten. Im Jahr 1911 war Beach zu Inspektionsreisen in Pionierangelegenheiten auf einer Europareise. Danach übernahm er den Oberbefehl über die Pioniereinheiten im Bezirk um die Stadt Baltimore (1912–1915). Anschließend wurde er Kommandeur der Engineerdivision der Golfregion und gleichzeitig der Central Division. Diese beiden Funktionen bekleidete er gleichzeitig in den Jahren 1915 bis 1920. Von 1913 bis 1920 war er zudem Mitglied der Mississippi River Commission. Während seiner Zeit als Leiter der Central Division begannen im Jahr 1918 die Bauarbeiten am Wilson-Staudamm am Tennessee River.

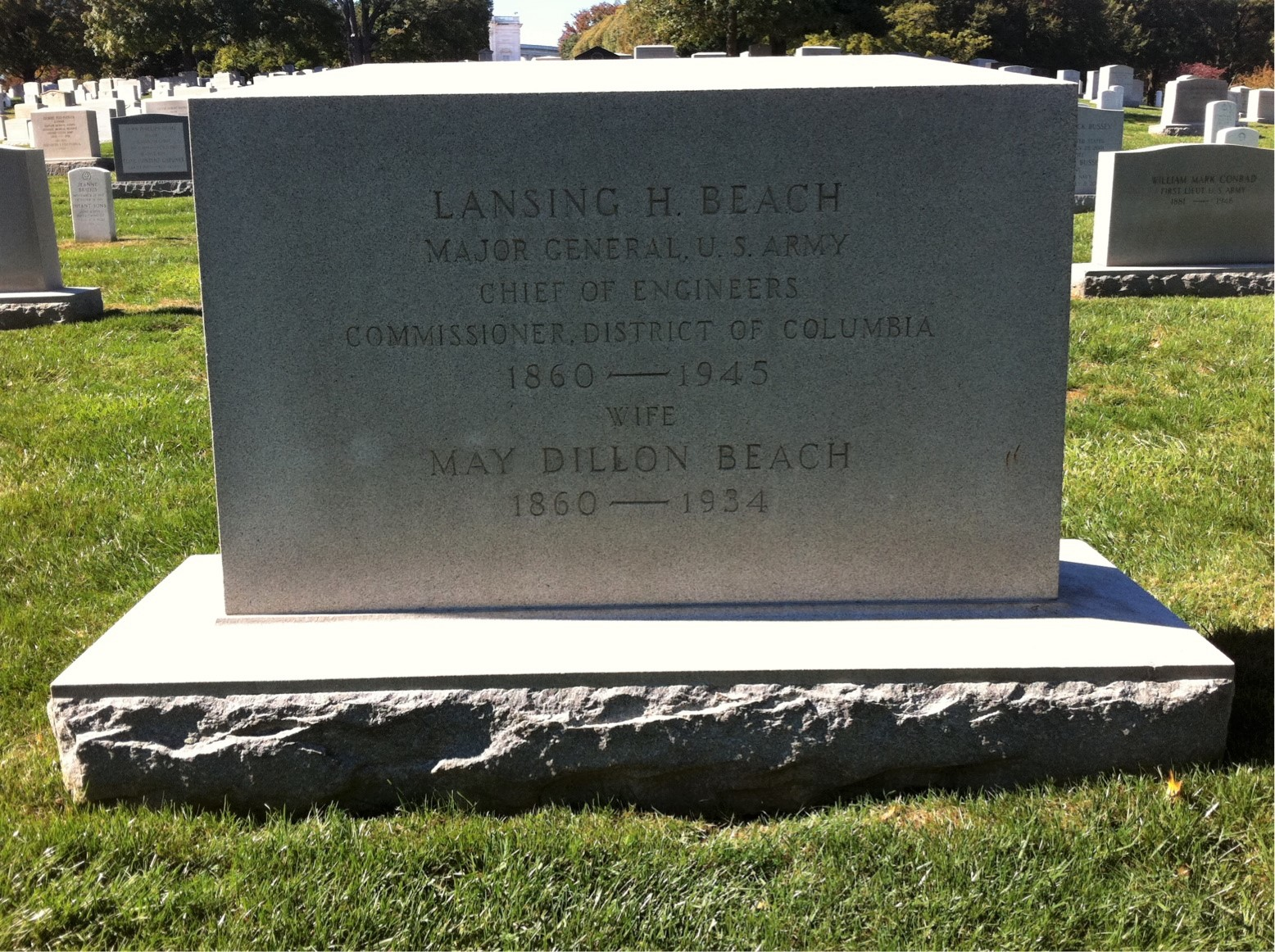
Grab auf dem Nationalfriedhof Arlington

Im Februar 1920 erhielt Beach, inzwischen im Rang eines Generalmajors, das Kommando über das gesamte COE. Damit war er der ranghöchste Pionieroffizier des US-Heeres. Dieses Kommando hatte er bis zu seiner Pensionierung am 18. Juni 1924 inne. Anschließend arbeitete Lansing Beach als Berater in Ingenieurfragen für verschiedene Firmen. Einige Jahre lang war er Präsident der American Society of Military Engineers. Zudem gehörte er bis 1930 der International Water Commission an.
Der mit Anna May Dillon (1861–1934) verheiratete Offizier starb am 2. April 1945 und wurde auf dem amerikanischen Nationalfriedhof Arlington beigesetzt.